# Saizy
Saizy é uma comuna francesa na região administrativa de Borgonha-Franco-Condado, no departamento Nièvre. Estende-se por uma área de 12,83 km². Em 2010 a comuna tinha 190 habitantes (densidade: 14,8 hab./km²).